# Aurelius och Natalia
Aurelius och Natalia, död 852 e.Kr., var ett kristet par som avrättades av Abd ar-Rahman II, emiren av Córdoba, för att de vägrade att avsäga sig sin tro. De betraktas som martyrer och helgon av Katolska kyrkan och Ortodoxa kyrkan.

## Biografi
Aurelius föddes in i en förmögen familj i Sevilla. Hans far var muslimsk arab och hans mor kristen från Spanien. Han blev föräldralös som barn och uppfostrades av en moster, som troligen i hemlighet var kristen. Vid den tiden förföljdes kristna i de moriska kungadömena i Spanien..
Aurelius gifte sig med Sabigotho, en flicka från en muslimsk familj. Efter bröllopet bestämde sig Sabigotho för att konvertera till kristendomen och tog namnet Natalia. Paret bodde i emiratet Córdoba, fick en dotter och levde i hemlighet som kristna. Vid den tiden var det ett brott som bestraffades med döden att konvertera från islam till kristendomen..
En dag bevittnade Aurelius hur en kristen köpman som offentligt hade bekämpat sin tro på Kristus offentligt blev piskad. Chockade av denna händelse bestämde sig Aurelius och Natalia för att de inte längre kunde dölja sin tro. De avsatte pengar till sin dotter och delade ut de återstående besparingarna till de fattiga. De började sedan öppet förkunna sin tro och ta hand om fängslade kristna.

## Eftermäle
Aurelius och Natalias festdag infaller den 27 juli. De är bland martyrerna i Córdoba, 48 kristna som avrättades i staden mellan 850 och 859 e.Kr.
Relikerna av Aurelius förvaras i ett altare i Metropolitankatedralen i Santa María la Antigua i Panama Stad.